# 이노우자와촌
이노우자와촌(稲生沢村)은 시즈오카현의 동부 가모군에 속해있던 촌이다. 현재의 시모다시 중심부 북축에 해당한다.

## 역사
- 1889년 4월 1일 - 정촌제 시행에 의해 가모군 이노우자와촌이 성립하였다.
- 1955년 3월 31일 - 시모다정, 이나즈사촌, 하마자키촌, 아사히촌, 시라하마촌과 합병해 그 지역을 구성하여 시모다정이 설치되었다.

## 교통

### 철도
현재는 이즈 급행선 렌다이지역역이 있지만, 당시에는 미개업 상태였다. 
이즈 급행선 렌다이지역 역과는 다른 곳인 오사와구치역까지 남두마차 철도가 운행되었으나, 합병 후인 1957년에 폐지되었다. 

### 도로
- 시모다 가도 (현  국도 제414호선)

## 참고문헌
- 角川日本地名大辞典 22 静岡県